# Mikaela Fabricius-Bjerre

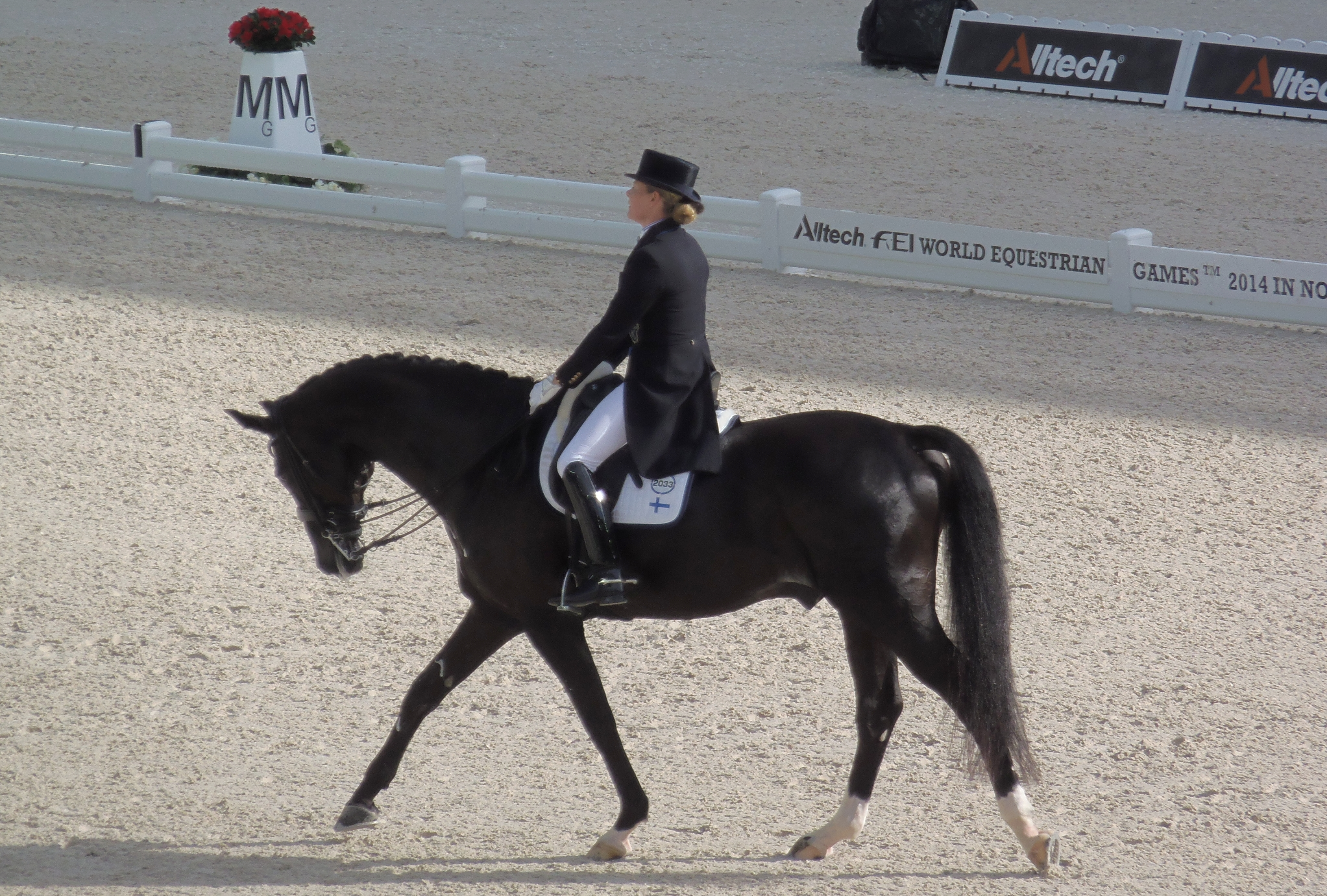
Mikaela Fabricius-Bjerre på Skovlunds Más Guapo, 2014.

Mikaela "Fia" Fabricius-Bjerre, född Lindh den 17 december 1969 i Åbo, Finland, död 13 februari 2023 i Kokkedal, Fredensborgs kommun, Danmark, var en finsk dressyrryttare som tävlade i många internationella tävlingar.
Lindh flyttade till Danmark år 2001 där hon och hennes man Poul Fabricius-Bjerre drev ett träningsstall som heter Sølyst. Mikaela Lindhs personaltränare är Jon D. Petersen. Hennes senaste topphäst heter Skovlunds Más Guapo. Más Guapo är en dansk valack. ``Masi`` född 1998 och Lindh har jobbat med den hästen sedan december 2009. År 2011 deltog hon i många internationella tävlingar till exempel en EM-tävling och kom 7:a. På världsrankningen är ekipaget på plats 35. Lindh skaffade sig en plats till Olympiska spelen i London. Lindh tränade också själv många ekipage.